# Абдулмалек аль-Хаибри
Абдулмалек аль-Хаибри (араб. عبد الملك الخيبري‎; род. 13 марта 1986, Эр-Рияд) — саудовский футболист, полузащитник клуба «Эр-Рияд» и сборной Саудовской Аравии.

## Клубная карьера
Абдулмалек аль-Хаибри — воспитанник саудовского клуба «Аль-Кадисия» из Эль-Хубара. В середине 2008 года он стал игроком «Аш-Шабаба» из Эр-Рияда, где провёл следующие восемь лет. 25 ноября 2011 года Абдулмалек аль-Хаибри забил свой первый гол в рамках саудовской Про-лиги, отметившись в домашней игре с «Хаджером».
6 июня 2016 года Абдулмалек аль-Хаибри перешёл в другой столичный клуб «Аль-Хиляль».

## Карьера в сборной
17 ноября 2010 года Абдулмалек аль-Хаибри дебютировал в составе сборной Саудовской Аравии в товарищеской игре против команды Ганы, выйдя на замену в конце поединка. Помимо товарищеских встреч сборной он также принимал участие в матчах Саудовской Аравии на Кубке арабских наций 2012, Кубке наций Персидского залива 2014 и в отборочном турнире чемпионата мира 2018 года.

## Достижения
«Аш-Шабаб»
- Чемпион Саудовской Аравии: 2011/12
- Обладатель Кубка короля Саудовской Аравии (2): 2009, 2014
- Обладатель Суперкубка Саудовской Аравии: 2014

«Аль-Хиляль»
- Чемпион Саудовской Аравии: 2016/17
- Обладатель Кубка короля Саудовской Аравии: 2017

## Статистика выступлений

### В сборной
| Матчи и голы Абдулмалека аль-Хаибри за сборную Саудовской Аравии | Матчи и голы Абдулмалека аль-Хаибри за сборную Саудовской Аравии | Матчи и голы Абдулмалека аль-Хаибри за сборную Саудовской Аравии | Матчи и голы Абдулмалека аль-Хаибри за сборную Саудовской Аравии | Матчи и голы Абдулмалека аль-Хаибри за сборную Саудовской Аравии | Матчи и голы Абдулмалека аль-Хаибри за сборную Саудовской Аравии | Матчи и голы Абдулмалека аль-Хаибри за сборную Саудовской Аравии |
| №                                                                | Дата                                                             | Место проведения                                                 | Соперник                                                         | Счёт                                                             | Голы                                                             | Соревнование                                                     |
| ---------------------------------------------------------------- | ---------------------------------------------------------------- | ---------------------------------------------------------------- | ---------------------------------------------------------------- | ---------------------------------------------------------------- | ---------------------------------------------------------------- | ---------------------------------------------------------------- |
| 1                                                                | 17 ноября 2010                                                   | Мактум ибн Рашид аль-Мактум, Дубай                               | Гана                                                             | 0:0                                                              | —                                                                | товарищ.                                                         |
| 2                                                                | 22 июня 2012                                                     | Король Фахд Спортс Сити, Эт-Таиф                                 | Кувейт                                                           | 4:0                                                              | —                                                                | КА 2012                                                          |
| 3                                                                | 5 июля 2012                                                      | Принц Абдулла аль-Файсал, Джидда                                 | Ирак                                                             | 0:1                                                              | —                                                                | КА 2012                                                          |
| 4                                                                | 24 мая 2014                                                      | Мунисипаль де Шапин, Херес-де-ла-Фронтера                        | Молдова                                                          | 0:4                                                              | —                                                                | товарищ.                                                         |
| 5                                                                | 29 мая 2014                                                      | Мунисипаль де Шапин, Херес-де-ла-Фронтера                        | Грузия                                                           | 0:2                                                              | —                                                                | товарищ.                                                         |
| 6                                                                | 6 ноября 2014                                                    | Принц Мухаммед ибн Фахд, Эд-Даммам                               | Палестина                                                        | 2:0                                                              | —                                                                | товарищ.                                                         |
| 7                                                                | 13 ноября 2014                                                   | Междун. ст. им. короля Фахда, Эр-Рияд                            | Катар                                                            | 1:1                                                              | —                                                                | КЗ 2014                                                          |
| 8                                                                | 19 ноября 2014                                                   | Междун. ст. им. короля Фахда, Эр-Рияд                            | Йемен                                                            | 1:0                                                              | —                                                                | КЗ 2014                                                          |
| 9                                                                | 23 ноября 2014                                                   | Междун. ст. им. короля Фахда, Эр-Рияд                            | ОАЭ                                                              | 3:2                                                              | —                                                                | КЗ 2014                                                          |
| 10                                                               | 11 июня 2015                                                     | Принц Мухаммед ибн Фахд, Эд-Даммам                               | Палестина                                                        | 3:2                                                              | —                                                                | ОЧМ 2018                                                         |
| 11                                                               | 3 сентября 2015                                                  | Король Абдалла Спортс Сити, Джидда                               | Восточный Тимор                                                  | 7:0                                                              | —                                                                | ОЧМ 2018                                                         |
| 12                                                               | 8 сентября 2015                                                  | Шах-Алам, Шах-Алам                                               | Малайзия                                                         | +:-                                                              | —                                                                | ОЧМ 2018                                                         |
| 13                                                               | 8 октября 2015                                                   | Король Абдалла Спортс Сити, Джидда                               | ОАЭ                                                              | 2:1                                                              | —                                                                | ОЧМ 2018                                                         |
| 14                                                               | 9 ноября 2015                                                    | Амманский международный стадион, Амман                           | Палестина                                                        | 0:0                                                              | —                                                                | ОЧМ 2018                                                         |
| 15                                                               | 17 ноября 2015                                                   | Национальный стадион, Дили                                       | Восточный Тимор                                                  | 10:0                                                             | —                                                                | ОЧМ 2018                                                         |
| 16                                                               | 24 марта 2016                                                    | Король Абдалла Спортс Сити, Джидда                               | Малайзия                                                         | 2:0                                                              | —                                                                | ОЧМ 2018                                                         |
| 17                                                               | 29 марта 2016                                                    | Мохаммед бин Зайед Стэдиум, Абу-Даби                             | ОАЭ                                                              | 1:1                                                              | —                                                                | ОЧМ 2018                                                         |
| 18                                                               | 24 августа 2016                                                  | Гранд-Хамад, Доха                                                | Лаос                                                             | 4:0                                                              | —                                                                | товарищ.                                                         |
| 19                                                               | 1 сентября 2016                                                  | Междун. ст. им. короля Фахда, Эр-Рияд                            | Таиланд                                                          | 1:0                                                              | —                                                                | ОЧМ 2018                                                         |
| 20                                                               | 6 сентября 2016                                                  | Шах-Алам, Шах-Алам                                               | Ирак                                                             | 2:1                                                              | —                                                                | ОЧМ 2018                                                         |
| 21                                                               | 6 октября 2016                                                   | Король Абдалла Спортс Сити, Джидда                               | Австралия                                                        | 2:2                                                              | —                                                                | ОЧМ 2018                                                         |
| 22                                                               | 11 октября 2016                                                  | Король Абдалла Спортс Сити, Джидда                               | ОАЭ                                                              | 3:0                                                              | —                                                                | ОЧМ 2018                                                         |
| 23                                                               | 15 ноября 2016                                                   | Сайтама 2002, Сайтама                                            | Япония                                                           | 1:2                                                              | —                                                                | ОЧМ 2018                                                         |
| 24                                                               | 10 января 2017                                                   | Шейх Зайед, Абу-Даби                                             | Словения B                                                       | 0:0                                                              | —                                                                | товарищ.                                                         |
| 25                                                               | 14 января 2017                                                   | Шейх Зайед, Абу-Даби                                             | Камбоджа                                                         | 7:2                                                              | —                                                                | товарищ.                                                         |
| 26                                                               | 23 марта 2017                                                    | Раджамангала, Бангкок                                            | Таиланд                                                          | 3:0                                                              | —                                                                | ОЧМ 2018                                                         |
| 27                                                               | 28 марта 2017                                                    | Король Абдалла Спортс Сити, Джидда                               | Ирак                                                             | 1:0                                                              | —                                                                | ОЧМ 2018                                                         |
| 28                                                               | 8 июня 2017                                                      | Аделаида Овал, Аделаида                                          | Австралия                                                        | 2:3                                                              | —                                                                | ОЧМ 2018                                                         |
| 29                                                               | 29 августа 2017                                                  | Хазза бин Зайед, Эль-Айн                                         | ОАЭ                                                              | 1:2                                                              | —                                                                | ОЧМ 2018                                                         |
| 30                                                               | 10 ноября 2017                                                   | Ду Фонтелу, Визеу                                                | Португалия                                                       | 0:3                                                              | —                                                                | товарищ.                                                         |
| 31                                                               | 26 февраля 2018                                                  | Король Абдалла Спортс Сити, Джидда                               | Молдова                                                          | 3:0                                                              | —                                                                | товарищ.                                                         |
| 32                                                               | 15 мая 2018                                                      | Олимпийский стадион, Севилья                                     | Греция                                                           | 2:0                                                              | —                                                                | товарищ.                                                         |
| 33                                                               | 3 июня 2018                                                      | аФГ Арена, Санкт-Галлен                                          | Перу                                                             | 0:3                                                              | —                                                                | товарищ.                                                         |

Итого: 33 матча / 0 голов; ksa-team.com.